# Rilandite
La rilandite è un minerale.